# クレイトン大学
クレイトン大学（クレイトンだいがく、Creighton University）は、アメリカ合衆国ネブラスカ州オマハ市にキャンパスを構えるイエズス会系の私立総合大学。1878年創立。ボストン・カレッジやジョージタウン大学などと共に、イエズス会系大学協会（Association of Jesuit Colleges and Universities、AJCU）に所属する27校のうちの1つである。
同学はオマハのダウンタウン、国道75号線と州間高速道路480号線の交わるジャンクションの北東角に132エーカー（534,000m2）のキャンパスを構え、約8,000人の学生を抱えている。校名は初期のオマハにおいて市の基礎を創り上げた銀行家、ジョン・クレイトンからつけられた。クレイトンの妻、メアリー・ルクレシア・クレイトンは博愛主義者として知られ、夫の名を冠した大学の建学のために200,000ドル（当時）を寄付した。
ネブラスカ州や近隣の諸州を含めたアメリカ合衆国中西部のウェスト・ノース・セントラルと呼ばれる地域においては、州都リンカーンに本部を置くネブラスカ大学や、アイオワ大学、カンザス大学、ミズーリ大学、ミネソタ大学など州立大学が優勢であるが、その中にあって、クレイトン大学は高い評価を受けている、この地域においては数少ない私立大学の1つである。USニューズ&ワールド・レポート誌が毎年発表している大学ランキングにおいては、クレイトン大学は中西部の「地方区の大学」の中で常に1位に評価されていた。2020年に「全米区の総合大学」にカテゴライズし直され、100位前後という評価を受けている。
同学は教養学部・経営学部・看護学部・歯学部・法学部・医学部・薬学部の7学部と大学院を有する。一般教養において評価が高い。クラスサイズ（1講義の学生数）は概ね小さく、学部における全講義の半数以上は学生数29人以下である 。
クレイトン大学のスポーツチームはブルージェイズ（Bluejays）と呼ばれている。ブルージェイズは男子6チーム、女子8チームを持ち、NCAAのディビジョンIに属するビッグ・イースト・カンファレンスに所属している。特に男子バスケットボールチームは強く、NCAAトーナメントの常連校の1つである。また男子サッカーチームも強く、1992年から14年連続NCAAトーナメントに出場し、2000年には全米準優勝、MLSにも多数の人材を送り込んでいる。なお、クレイトン大学はフットボール部を持っていない。
クレイトン大学は日本のイエズス会系私立大学である上智大学と交換留学協定を結んでいる。